# B.C. Rich
B.C. Rich is een Amerikaans merk van akoestische en elektrische (bas)gitaren dat in 1969 werd opgericht door Bernardo Chavez Rico. De instrumenten zijn gekenmerkt door hun puntige vormen en overdreven rondingen. Het merk verwierf een naam in de jaren 70 onder de hardrock- en jazzfusionmuzikanten en kwam vervolgens onder de aandacht van een breder publiek met de opkomst van heavy metal in de jaren 80. Sinds de jaren 2000 behoort B.C. Rich tot Hanser Music Group, een distributiebedrijf gevestigd in Hebron, Kentucky. De instrumenten worden geproduceerd in de Verenigde Staten en Azië.

## Geschiedenis
B.C. Rich vindt zijn oorsprong in de jaren 50 in Bernardo's Guitar Shop, een winkel en reparatiewerkplaats voor akoestische gitaren op Brooklyn Avenue in Los Angeles. Bernardo Chavez Rico, de oprichter van het merk, werkte daar als reparateur alvorens elektrische instrumenten te produceren in de late jaren 1960. In 1974 bracht B.C. Rich zijn eerste originele model op de markt onder de naam Seagull. Het merk werd aanvankelijk verhandeld door LD Heater, een dochteronderneming van Norlin en leverancier van Gibsonelementen. Later regelde B.C. Rich zijn eigen distributie en verschafte zich de elementen bij het bedrijf Guild. Het merk deed nadien beroep op Larry DiMarzio om een dubbelelement met vier-aderige kabel te ontwerpen voor zijn instrumenten. De samenwerking tussen de twee bedrijven duurde twaalf jaar.

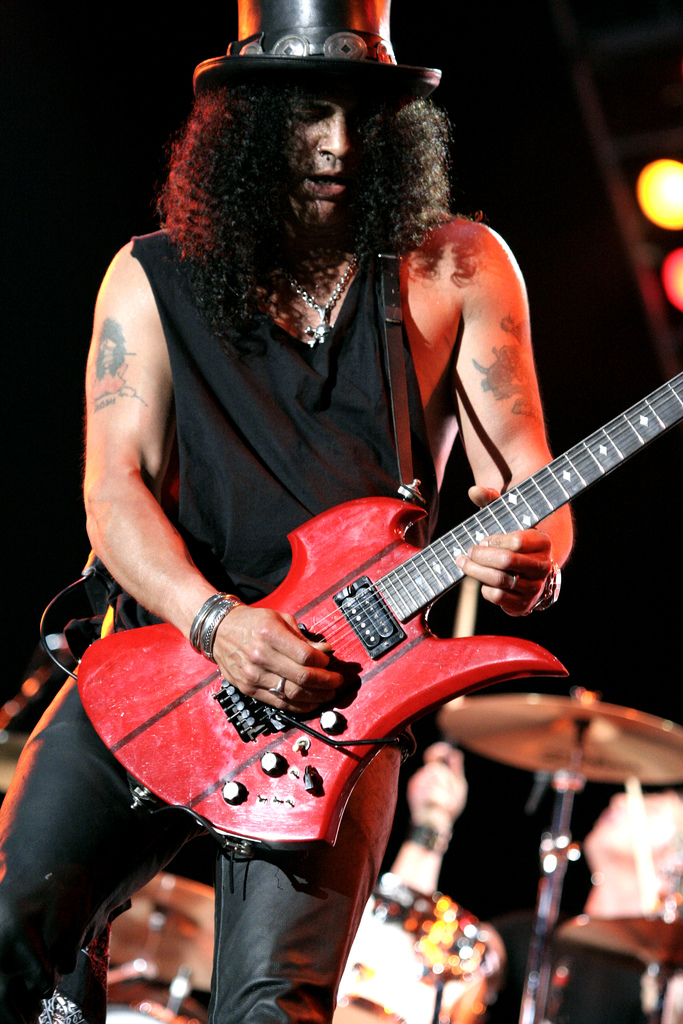
Slash tijdens een liveoptreden met een B.C. Rich Mockingbird

 Tussen 1975 en 1977 introduceerde B.C. Rich drie nieuwe modellen: de Mockingbird, die geïnspireerd is door de tekeningen van Johnny "Go-Go" Kallas, een herwerkte versie van de Seagull genaamd Eagle en ten slotte de Bich, een model ontworpen door Neal Moser, luthier en adviseur bij de firma. De eerste muzikanten die het merk in die tijd gebruikten, waren onder andere Carlos Alomar, Robert Conti, Dominic Troiano, Bill Bodine, Neil Giraldo, Joe Perry en Brad Whitford. Tegen het einde van de jaren 70 beheerde B.C. Rich twee werkplaatsen: B.C. North in Alhambra en B.C. South in Tijuana. Het merk had voornamelijk Mexicaanse ambachtslieden in dienst die de instrumenten vervaardigden met eenvoudige gereedschappen. B.C. Rich probeerde op dit moment al een deel van de productie uit te besteden naar Japan. De geïmporteerde gitaren werden B.C. Rico genoemd om ze van de Amerikaanse productie te onderscheiden. Deze keuze wekte echter een geschil met de firma Reeds Rico en de eerste levering werd bijgevolg in beslag genomen door de Amerikaanse douane. Om een dure rechtszaak te vermijden, liet B.C. Rich de naam B.C. Rico vallen.

In de jaren 1980, breidde B.C. Rich zijn reeks uit met twaalf nieuwe ontwerpen waaronder de Warlock, Wave, Ironbird, Stealth en Widow. Het bedrijf voerde ook een aantal veranderingen door in zijn organisatie. In 1981 verhuisde de werkplaats van Los Angeles naar El Monte en een jaar later werd de productie van akoestische gitaren stopgezet. Met de populariteit van heavy metal kwam het merk in aanraking met een nieuw publiek. In 1983 telde het bedrijf 23-28 werknemers en produceerde jaarlijkse tussen 1700 en 1800 instrumenten. Om aan de groeiende vraag te voldoen, wendde B.C. Rich zich opnieuw tot Aziatische instrumentenmakers. Rico bezocht een aantal fabrieken in Japan en introduceerde de serie NJ ("Nagoya Japan"). De productie werd uitgevoerd door gitaarbouwers Masan Tarada en Iida. In 1984 en 1985 zag het bedrijf twee belangrijke leden vertrekken, Mal Stich, Vice President van BC Rich, en Neal Moser. Vanaf 1986 produceerde het Zuid-Koreaanse bedrijf Cort de NJ-modellen en ontwikkelde B.C. Rich zijn eigen elementen.

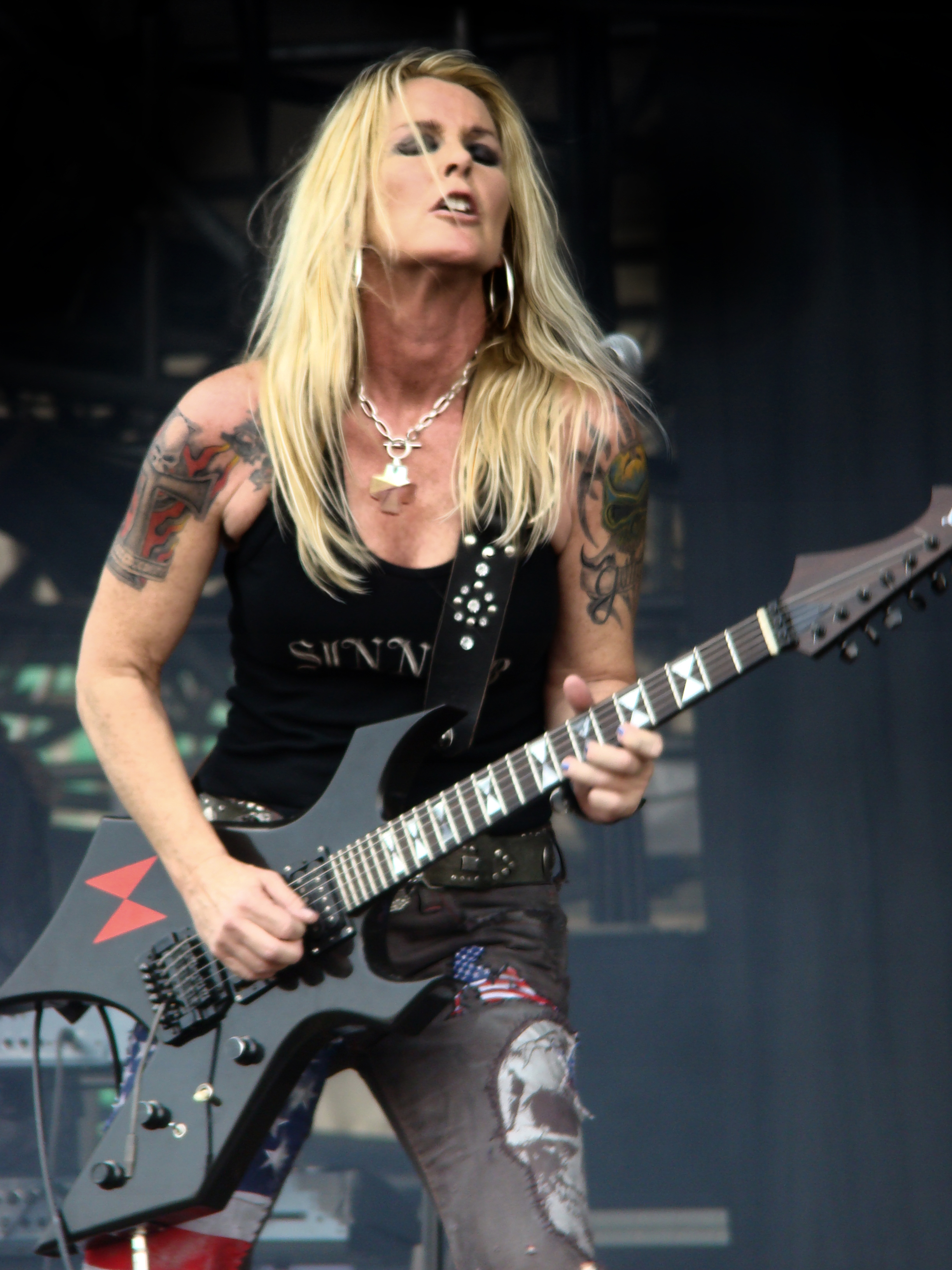
Lita Ford tijdens een liveoptreden met een Warlock signature

In 1987 sloot B.C. Rich een marketing-overeenkomst met Class Axe, een bedrijf gevestigd in Warren, New Jersey. Deze laatste werd verantwoordelijk voor de promotie en distributie van de series NJ, Platinum en Rave en een jaar later van hun invoer. In 1989 kreeg Class Axe de rechten op de naam B.C. Rich. De zetel en de productie verhuisden naar Warren en de B.C. South werd gesloten. In 1990 werd de Acrylic geïntroduceerd. Class Axe kon echter geen topmodellen ("Handcrafted") produceren en verloor hiermee een aantal distributeurs en muzikanten. Verder leed het imago van het merk verder schade als gevolg van de matige productie en de lage kwaliteitcontrole. Pas in 1992 was het bedrijf in staat om de serie Handcrafted te produceren. In hetzelfde jaar, werd het model Virgin gelanceerd. Rico had gedurende die jaren een nieuw merk van elektro-akoestische en elektrische gitaren opgericht genaamd Bernard Mason.
In 1993 kwam Rico terug aan de leiding van B.C. Rich en trachtte het merk een nieuw leven in te blazen. B.C. South kwam terug in werking en Rico zette een nieuwe werkplaats op in Hesperia. De productie verliep deze keer anders. B.C. South verzamelde de basismaterialen en deed de vormgeving en de werkplaats in Hesperia assembleerde en verfde de instrumenten. Enkel de akoestische gitaren werden volledig gebouwd in Californië. Tijdens die jaren, introduceerde B.C. Rich nieuwe modellen: Ignitor, V prototype, Beast en de Exclusive (Victor Smith Commemorative Model). Het merk bracht ook een akoestisch model, de B-41C, opnieuw op de markt. In 1999, stierf Rico aan een hartaanval en zijn zoon, Bernie Rico Jr, volgde hem op.
In 2001, kocht het distributiebedrijf Hanser Holdings International B.C. Rich over en Rico Jr. bleef aan het hoofd van de Custom Shop-afdeling. Het bedrijf introduceerde in 2003 de Exclusive SR, een serie ontworpen door Rico Jr ter nagedachtenis aan zijn vader. Hoewel Rico Jr de productie van de topmodellen in Hesperia beheerde, besteedt hij een deel daarvan uit aan Tijuana. De instrumenten die uit de B.C. South kwamen, toonden echter defecten en bovendien probeerde Rico Jr de productiekosten te verlagen door goedkope onderdelen te gebruiken. HHI beëindigde de samenwerking met Rico Jr en wendde zich tot de firma Voodoo Guitar Works, in Ohio. In 2004 kwam het model Virgo uit, een gewijzigde versie van de Virgin. Tot op heden, blijft B.C. Rich een onderdeel van HHI, ondertussen omgedoopt tot Hanser Music Group. De handgemaakte modellen komen uit Cincinnati, terwijl de andere in China, Zuid-Korea en Indonesië worden gemaakt.

## Modellen
- Assassin/ASM
- Beast
- Bich
- Blaster
- Condor
- Conte
- Dagger
- Death'r
- Draco
- Eagle
- Exclusive
- Explorer
- Fat Bob
- Firebird
- Gunslinger
- Hydra
- Ignitor
- Innovator
- Ironbird
- Jazzbox
- Jr. V
- KKV
- Les Paul
- MAG
- Marion
- Meegs
- Mockingbird
- Mockingbird II
- Nighthawk
- Outlaw
- Punisher
- Supuration
- Seagull
- Seagull II
- Stealth
- ST
- ST III
- Thunderbird
- Thunderbolt
- Virgin
- Virgo
- Warpig (SG)
- Warlock
- Warlock II
- Warbeast
- Wave
- Widow
- Wrath
- Zombie

## Series
Er zijn verschillende kwaliteitsklassen in de gitaren van B.C. Rich.

### Serie geproduceerd in de Verenigde Staten
USA Handmade/Handcrafted: Luxe-serie van het merk, waarvan de eerste modellen in de jaren ‘70 op de markt kwamen. De instrumenten van deze serie worden uitsluitend op bestelling gemaakt.

### Geïmporteerde series
B.C. Rico: Deze serie werd geproduceerd in Japan aan het einde van de jaren ‘70. De naam Rico werd gekozen om deze instrumenten te onderscheiden van de andere in de Verenigde Staten. Slechts 150 eenheden werden geïmporteerd.
Bronze: Beginnersreeks geïntroduceerd in 1998. Deze serie werd in Zuid-Korea geproduceerd en later in Indonesië.
Master Euro: Middenklasse-serie die tussen 2008 en 2009 voornamelijk in Europa werd verkocht. De modellen van deze serie werden in Tsjechië geproduceerd door Bohemia Musico-Delicia.
NJ (Nagoya Japan): Middenklasse-serie geïntroduceerd in 1983. De originele instrumenten werden in Japan vervaardigd voordat de productie naar Zuid-Korea verhuisde in 1986. Tussen 1994 en 1998 werd de NJ vervangen door de Diamond.
Platinum: Beginnersreeks geïntroduceerd in 1987 en waarvan de modellen in Zuid-Korea werden geproduceerd. Zoals de NJ, werd de Platinum in 1994 vervangen door een andere reeks, de Gold, en opnieuw op de markt gebracht in 1998.
Rave: Goedkope kwaliteitsklasse geïntroduceerd in 1987 door Class Axe. Ze vormde de eerste reeks van B.C. Rich voor beginners. In 1994 werd de Rave vervangen door een nieuwe reeks genaamd Silver.
U.S.: Serie geïntroduceerd in 1984. Deze reeks werd eerst geproduceerd in Japan en vervolgens geassembleerd en afgewerkt in de Verenigde Staten.

## Fotogalerij

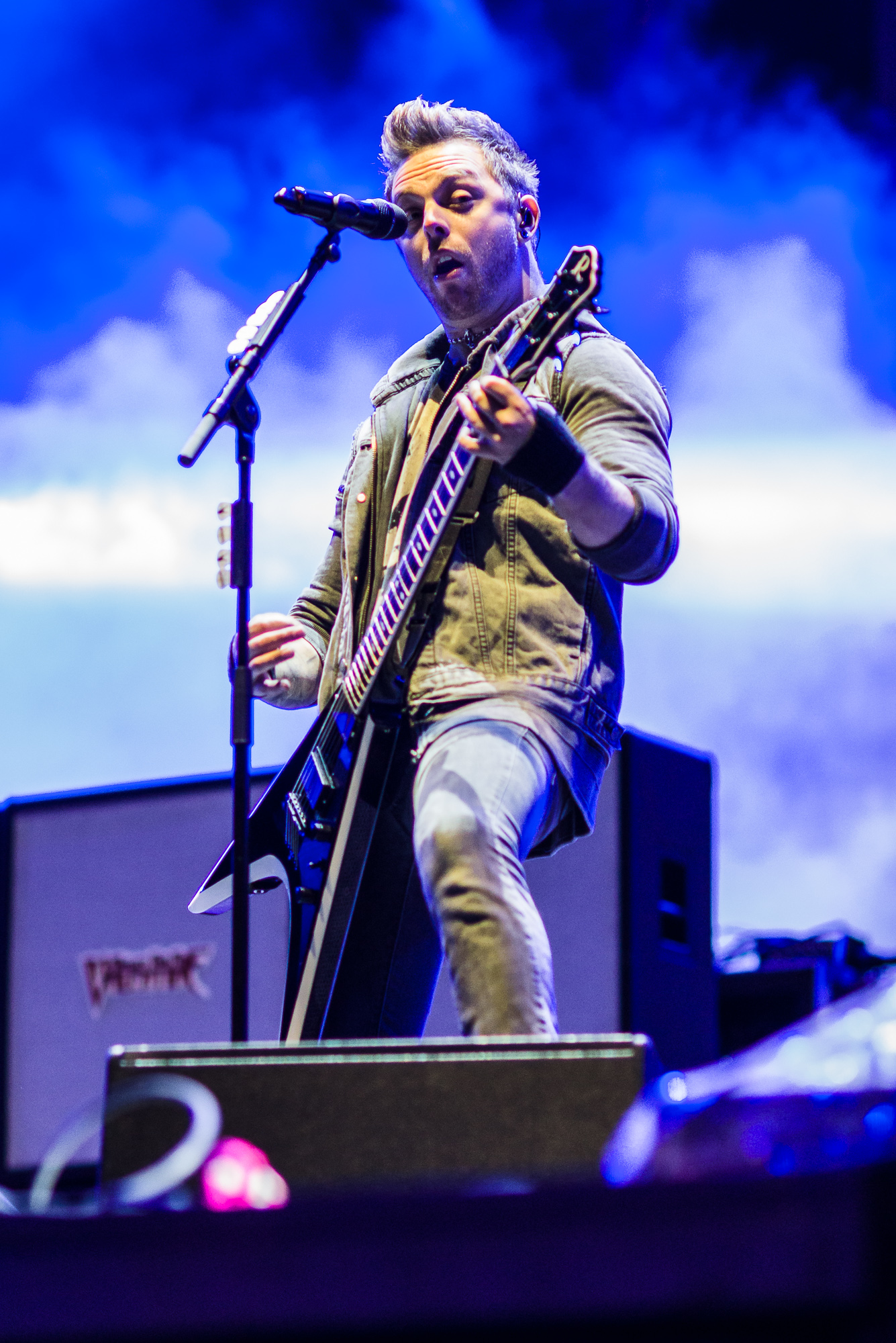
Matt Tuck met zijn eigen model
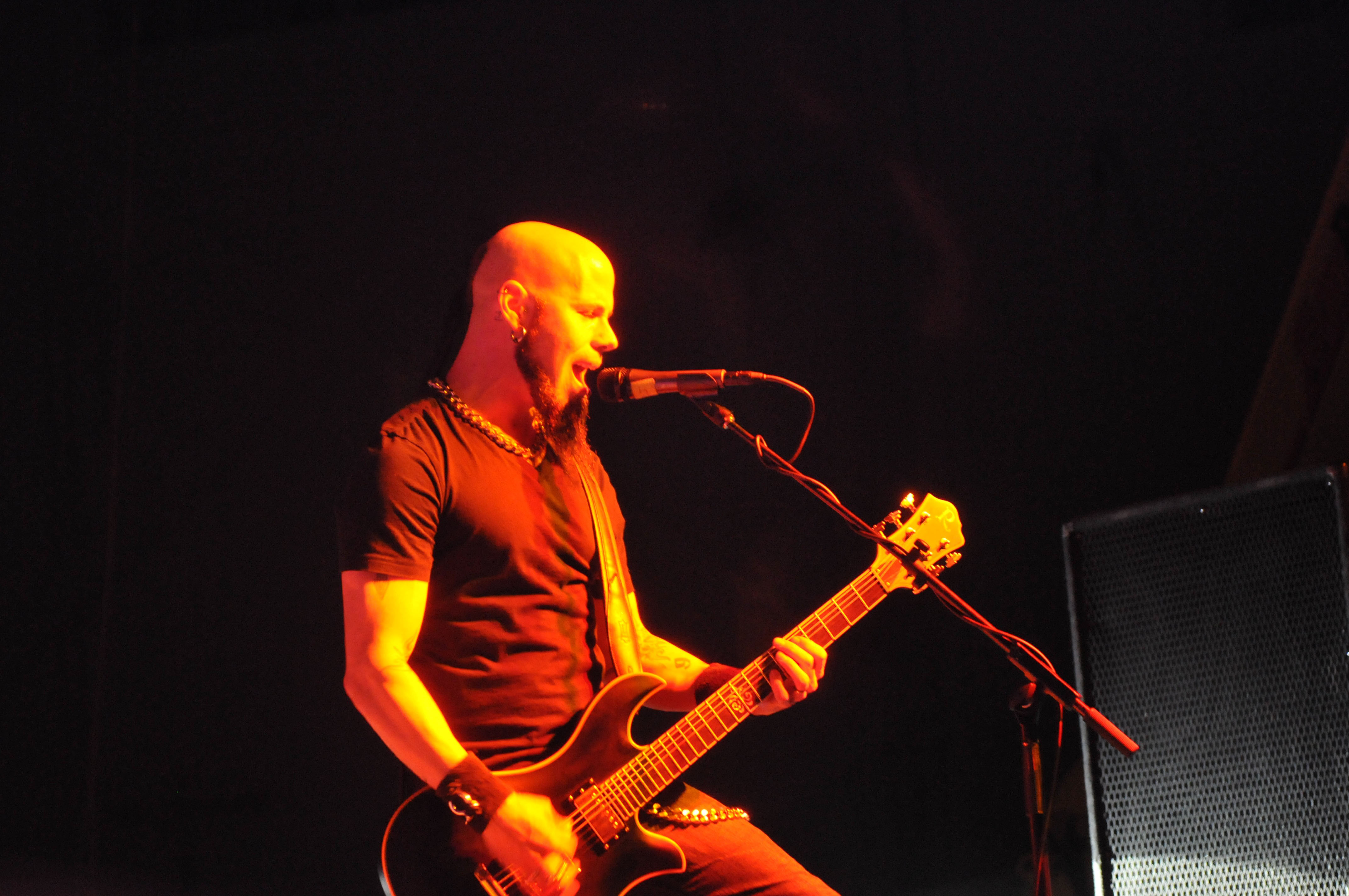
C.J. Pierce met zijn Signature Eagle
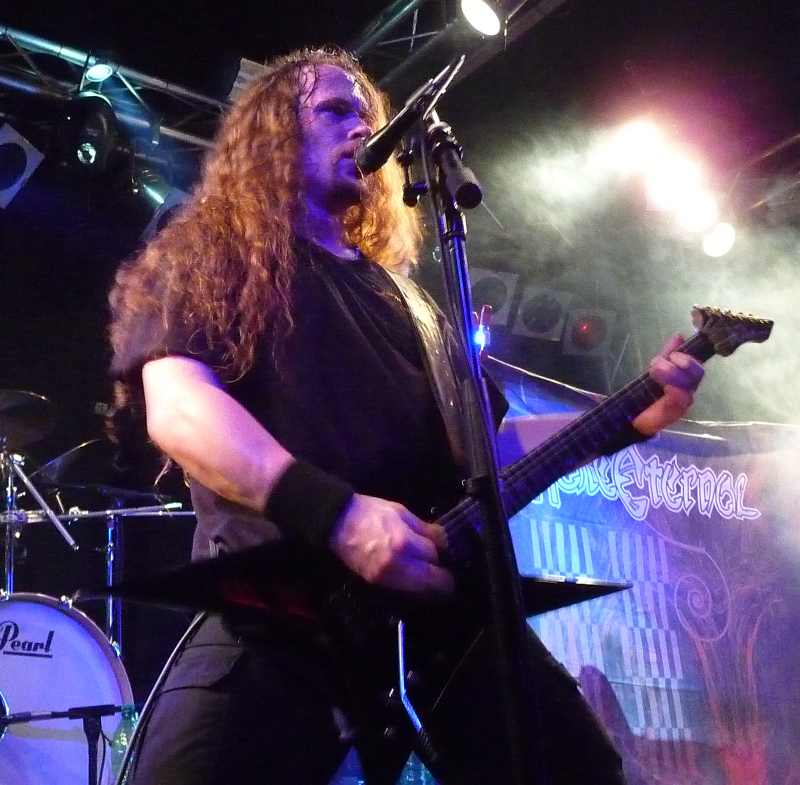
Erik Rutan met een Ironbird
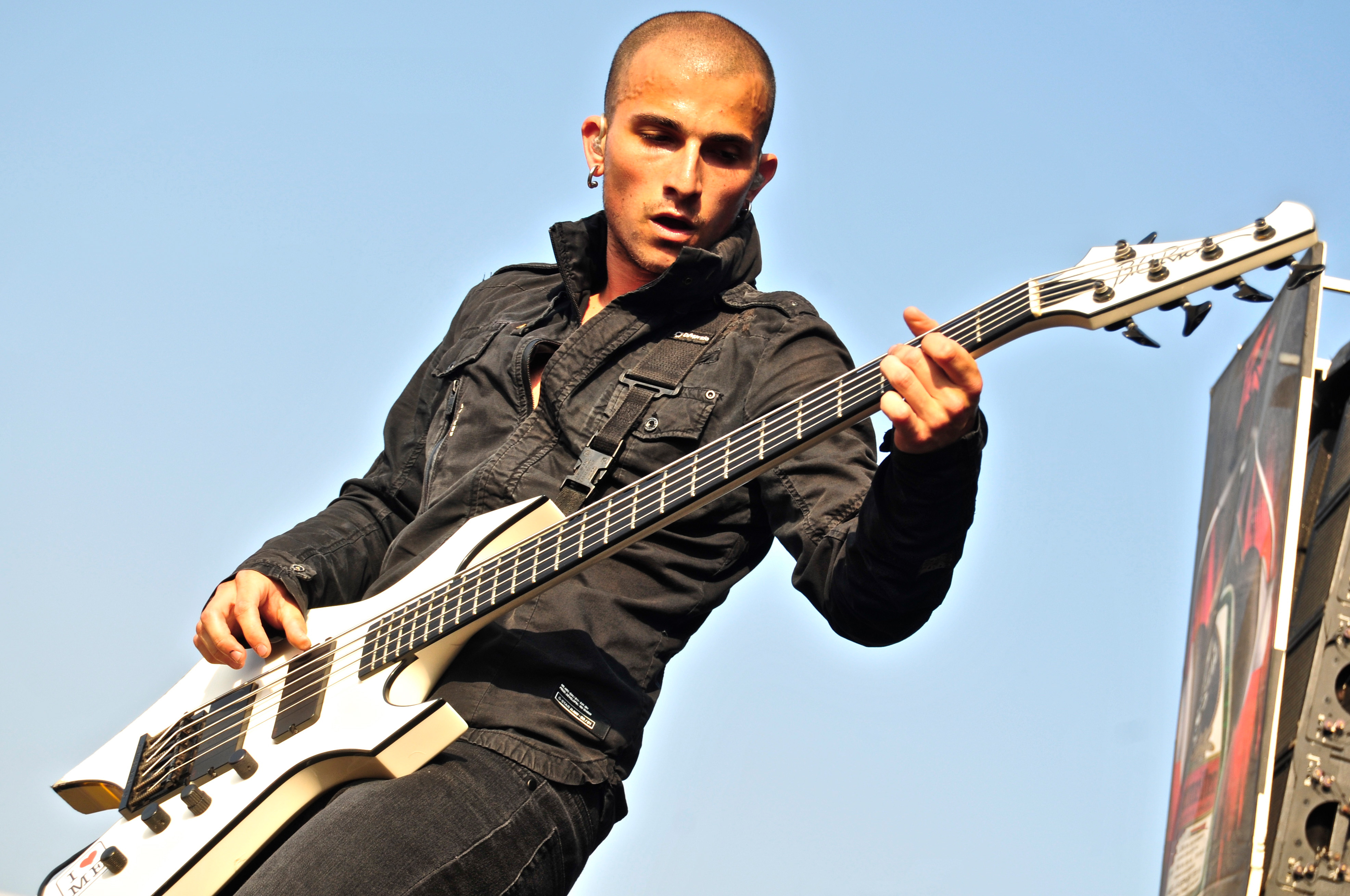
Paolo Gregoletto met zijn eigen model
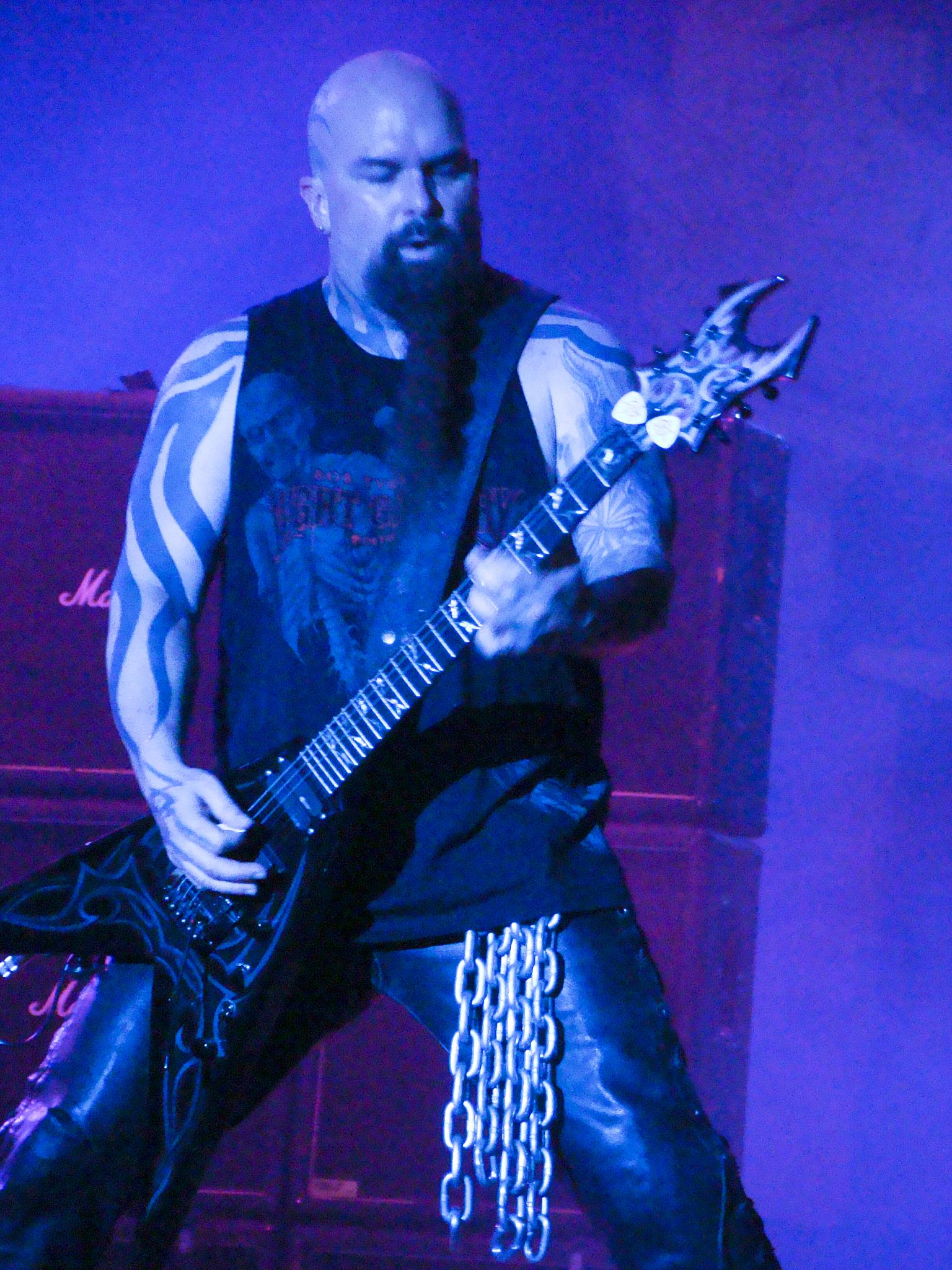
Kerry King met zijn eigen model (KKV)
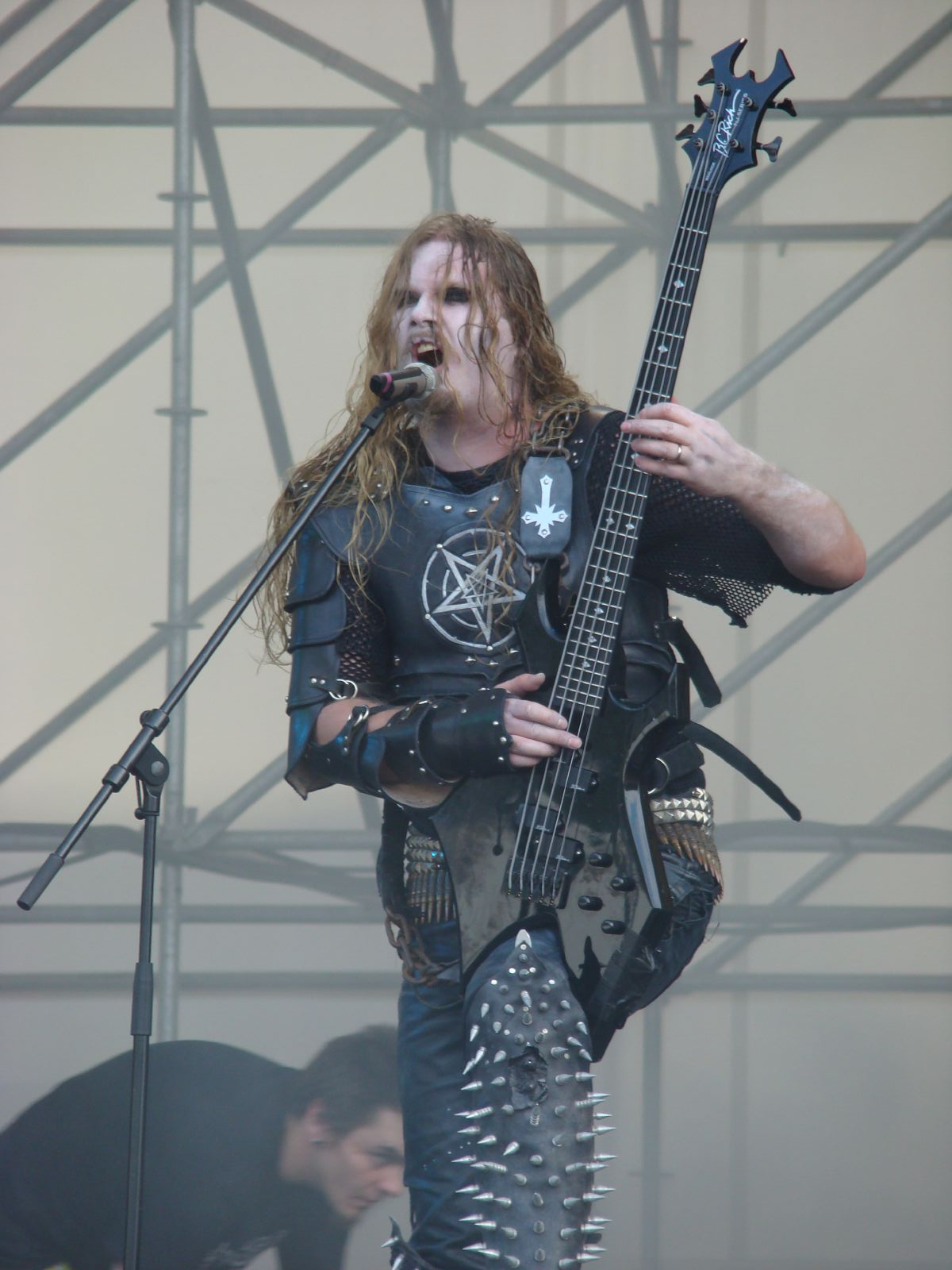
ICS Vortex met een Warlockbas
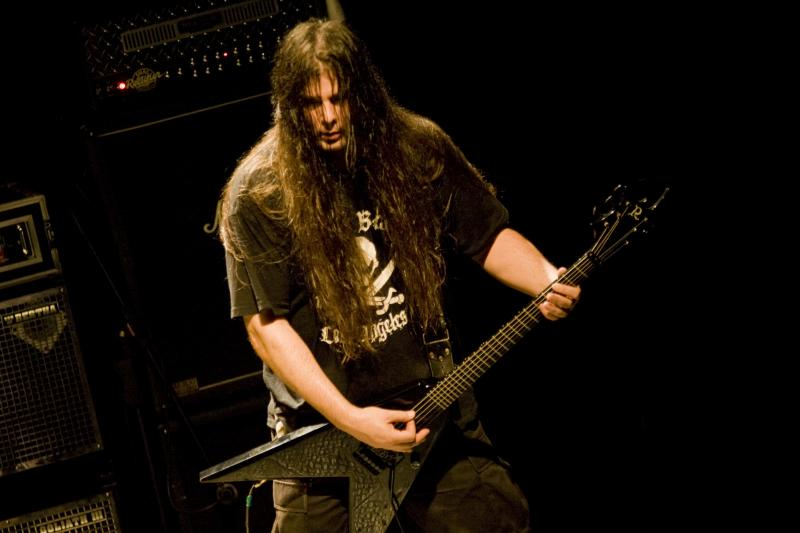
Pat O'Brien met een Jr. V
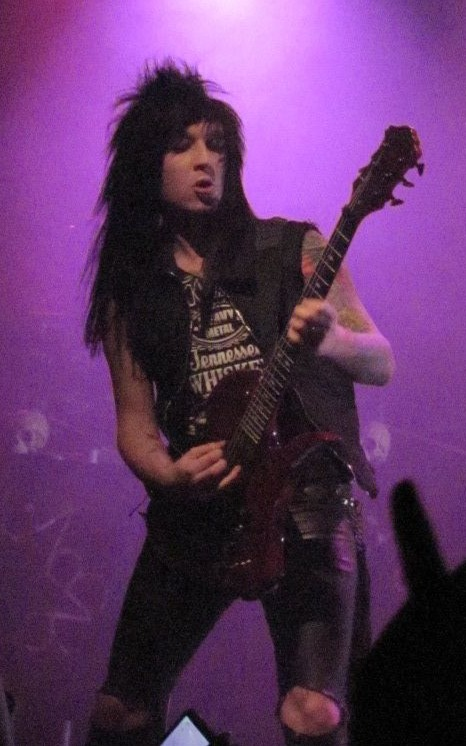
Jake Pitts met een Mockingbird
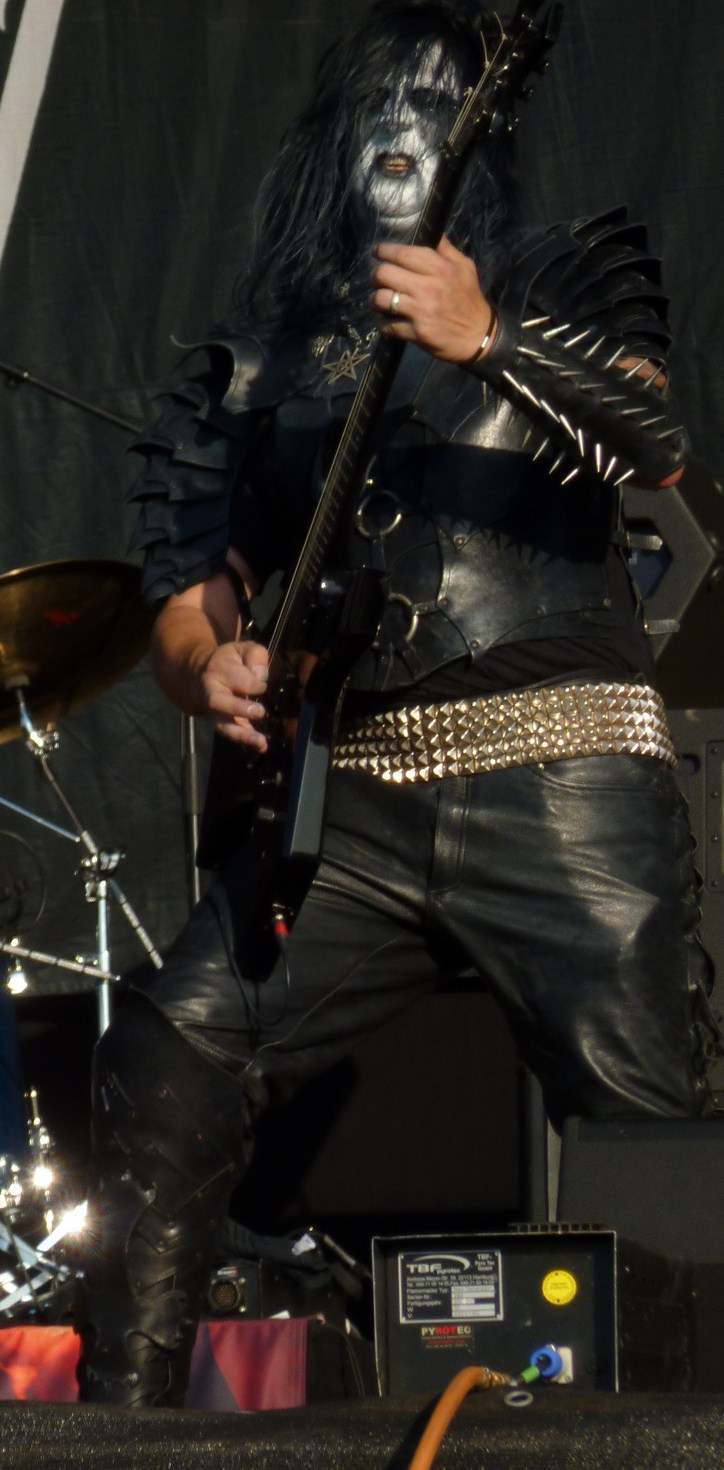
Lord Ahriman met een Warlock
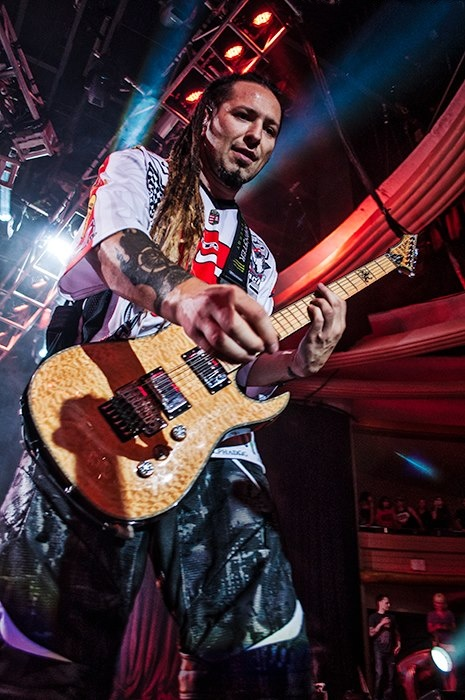
Zoltan Bathory met zijn Signature ASM
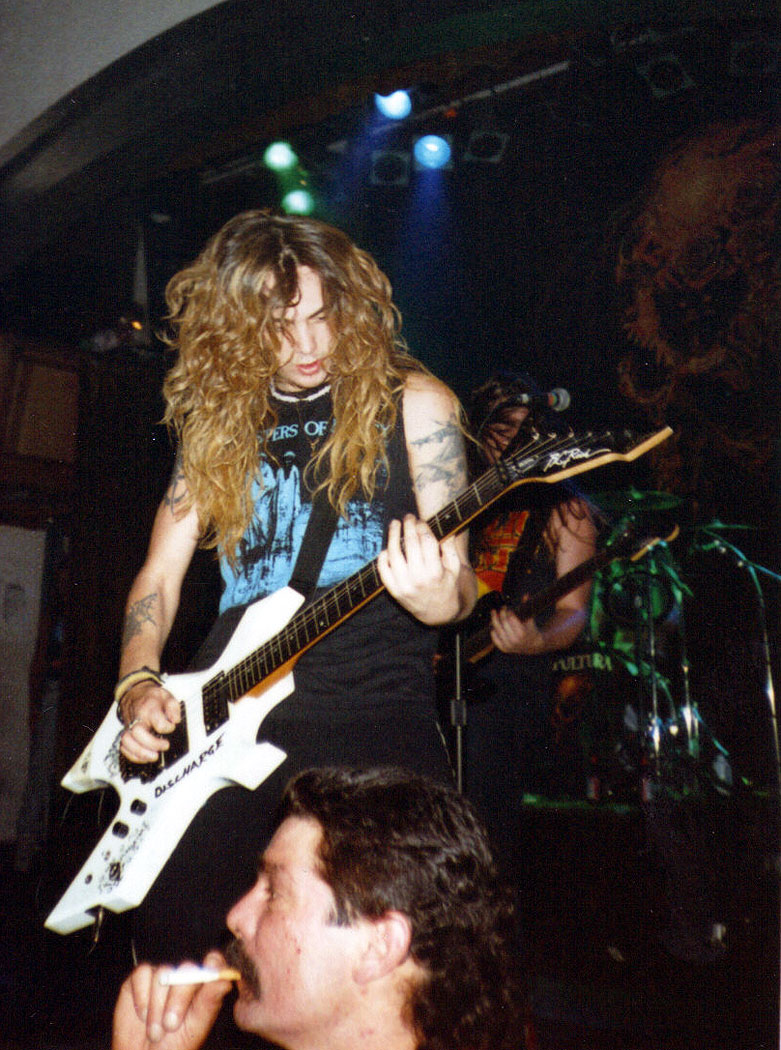
Max Cavalera met een Warlock
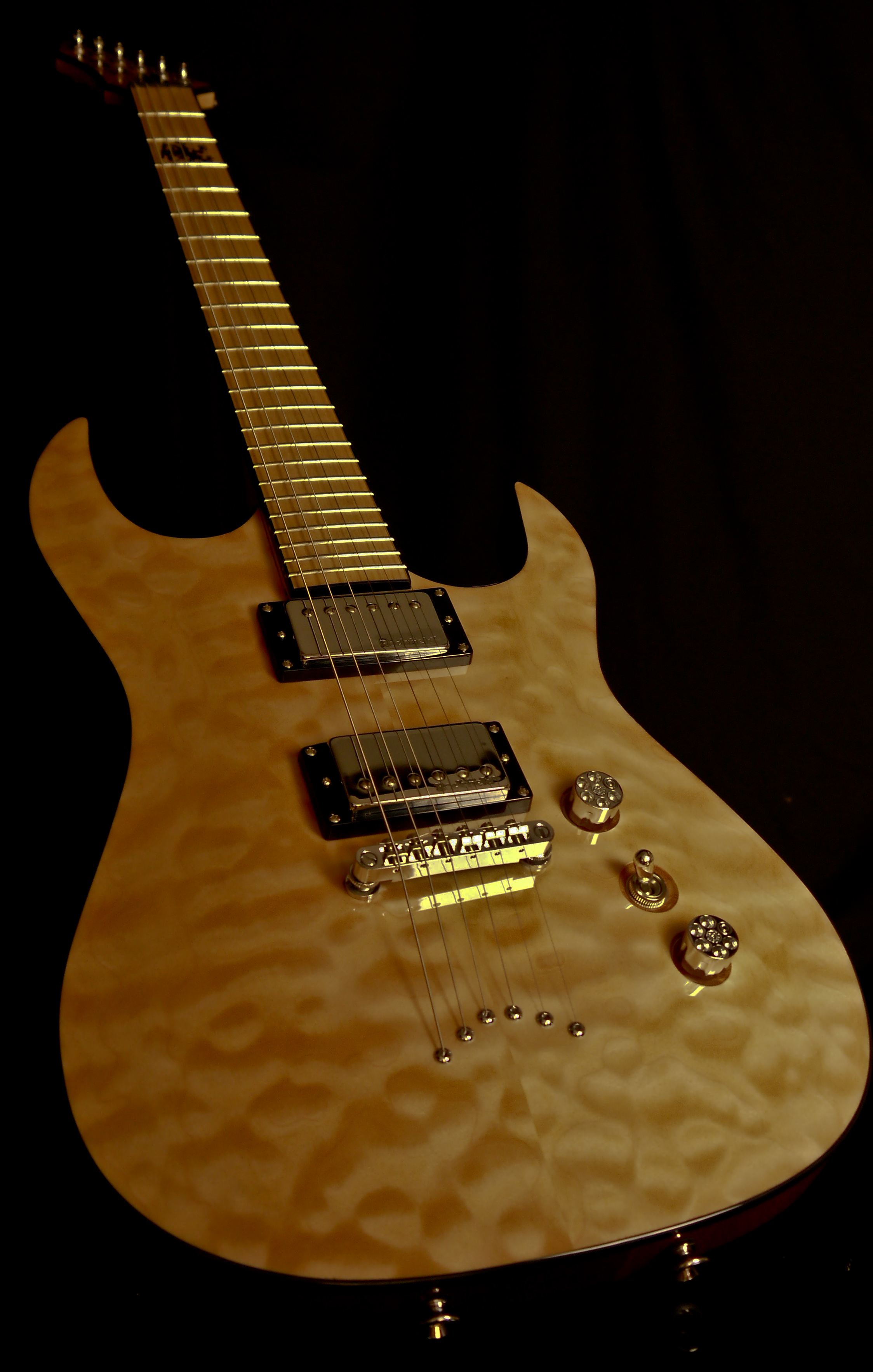
B.C. Rich Zoltan Bathory ASM
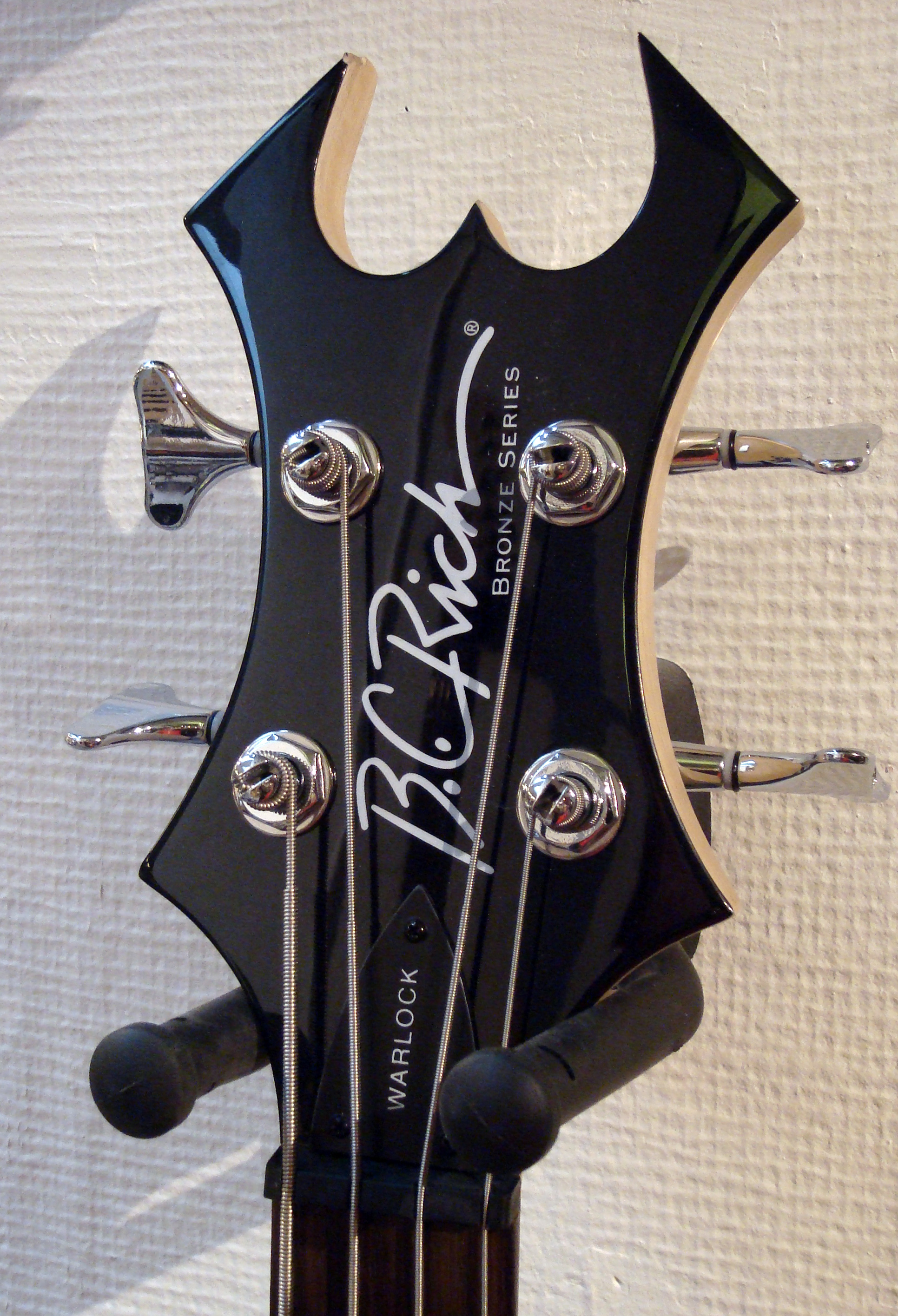
Kop van een B.C. Rich Warlock Bronze Seriesbasgitaar (Widow)
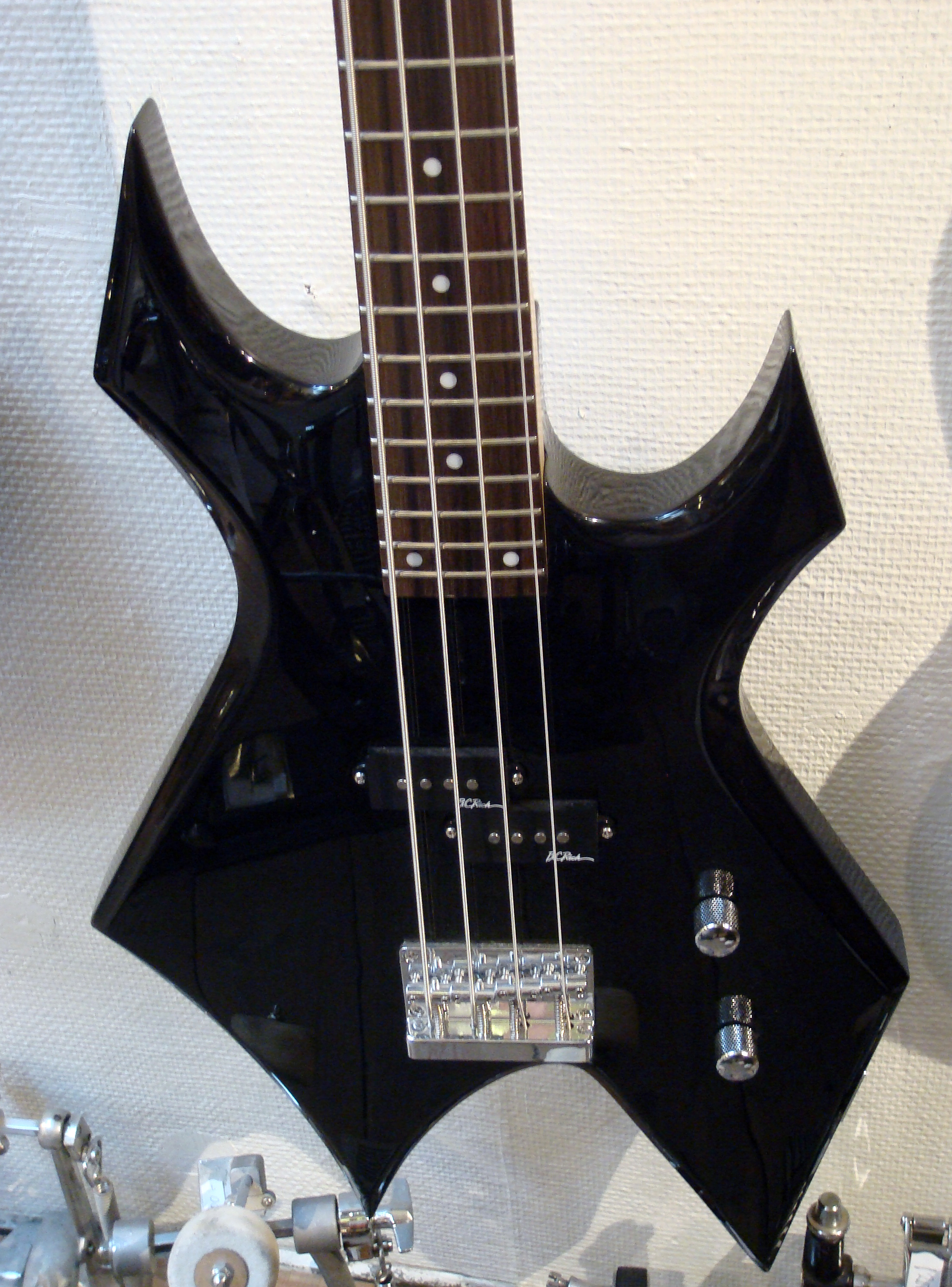
Body van een B.C. Rich Warlock Bronze Seriesbasgitaar
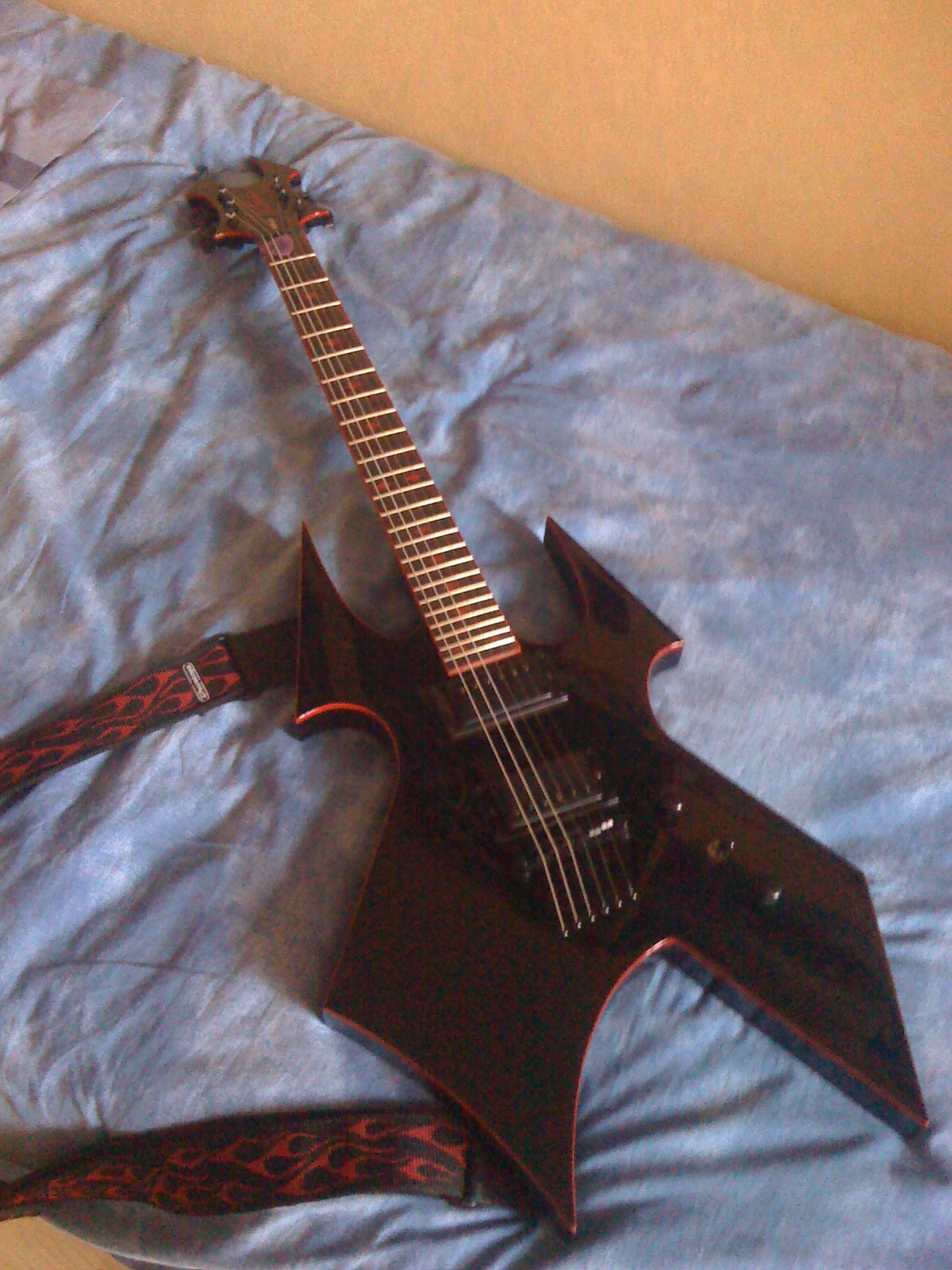
B.C Rich Warbeast Blood Bound
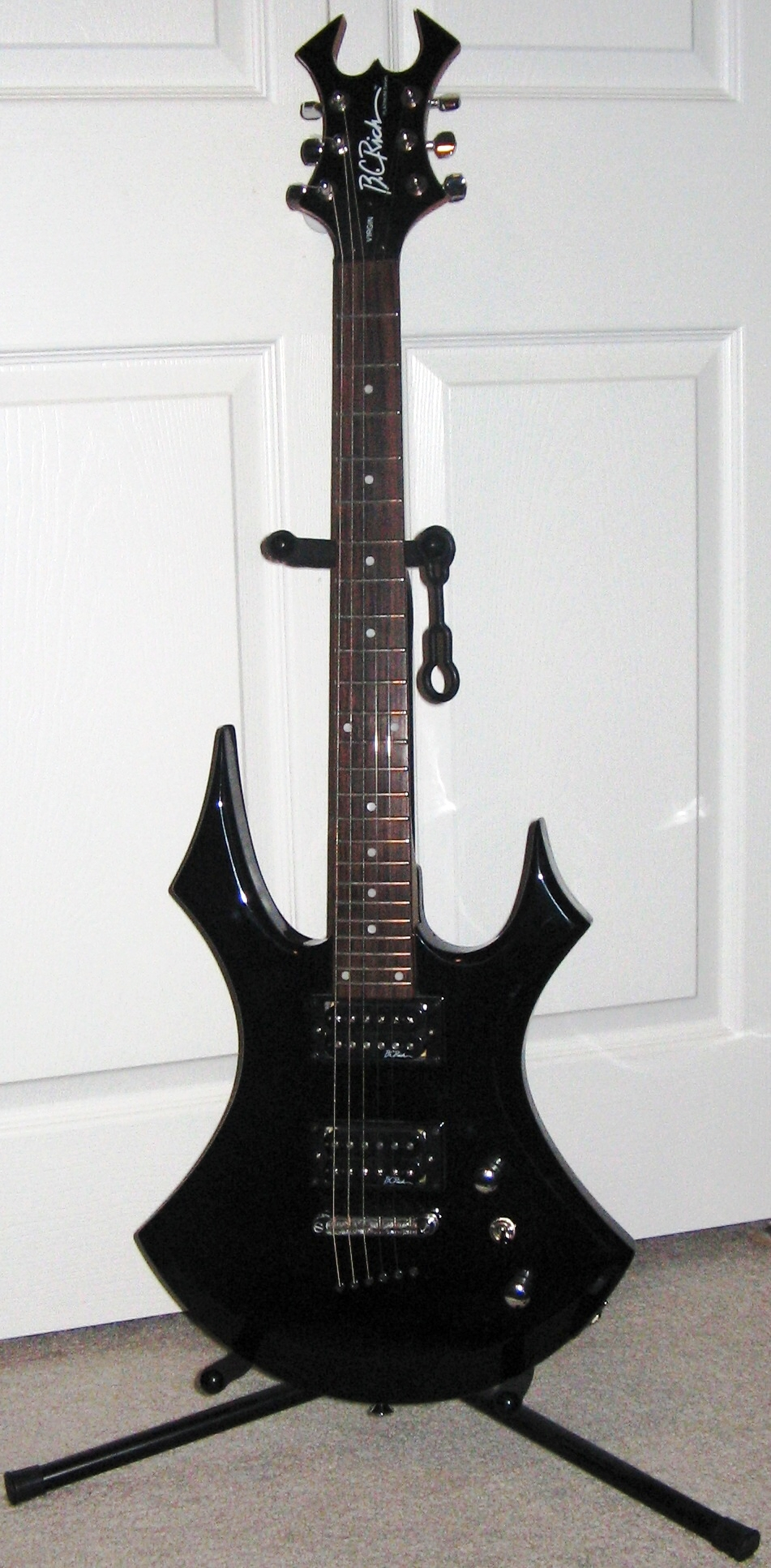
B.C. Rich Virgin Platinum Series
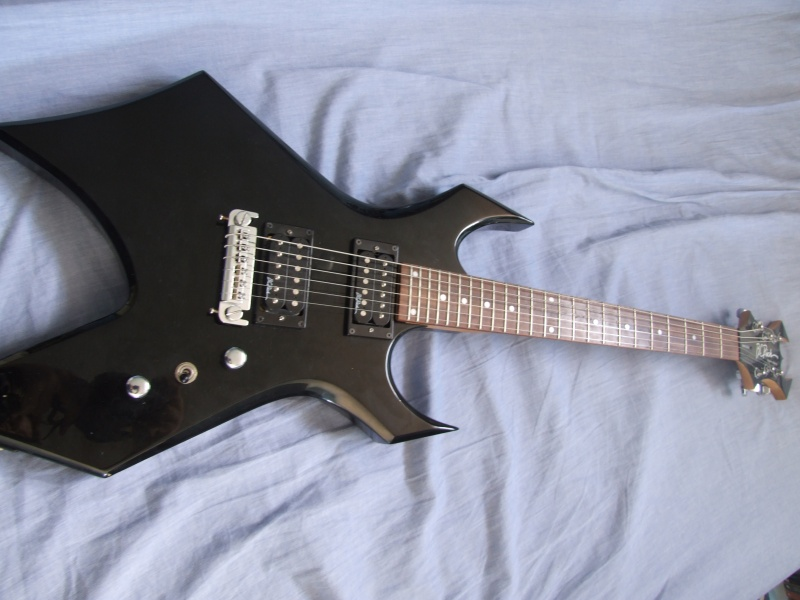
B.C. Rich Warlock